# فرهنگ لغت آکسفورد اواخر باستان
فرهنگ لغت آکسفورد اواخر باستان (انگلیسی: The Oxford Dictionary of Late Antiquity) اولین اثر مرجع جامع و چند رشته‌ای است که فرهنگ، تاریخ، مذهب و زندگی در دوران پسین‌باستان را پوشش می‌دهد. این دوره در اروپا، دریای مدیترانه و خاور نزدیک از حدود ۲۵۰ تا ۷۵۰ پس از میلاد بود.